# Jonny Semeco
Jonny Semeco est un directeur de la photographie de nationalités française et vénézuélienne né en 1961. Sa carrière de directeur de la photographie débute en 1989, avant de s'établir en France en 1998. Depuis il poursuit sa carrière en France, en Espagne et dans le reste de l'Europe ainsi qu'au Maroc et en Amérique Latine.

## Filmographie
- 1989 : Vengeance à Caracas (série Coplan) (TV)
- 1991 : Les Aventuriers du Rio Verde (série télévisée)
- 1994 : Trampa para un gato
- 1995 : Despedida de soltera
- 1995 : Rosa de Francia
- 1995 : Antes de morir
- 1995 : L'Amour en prime (TV)
- 1996 : Aventures Caraïbes (feuilleton TV)
- 1997 : Pandemonium, la capital del infierno
- 1997 : Aventurier malgré lui (TV)
- 1998 : Louise et les Marchés (TV)
- 1999 : La Petite Fille en costume marin (feuilleton TV)
- 1999 : Les Monos (série télévisée), 2 épisodes, 1999-2000
- 2000 : Toute la ville en parle (TV)
- 2001 : Le Maire (TV)
- 2001 : Objectif bac (TV)
- 2001 : L'Algérie des chimères (feuilleton TV)
- 2001 : Joséphine, ange gardien (série télévisée), 6 épisodes, 2001-2009
- 2002 : Commissariat Bastille (série télévisée), 2 épisodes
- 2002 : Le Secret de la belle de Mai (TV)
- 2002 : On ne choisit pas sa famille (TV)
- 2003 : L'Adieu (TV)
- 2003 : Le Dirlo: Lucie (TV)
- 2002 : Le Camarguais (série télévisée), 3 épisodes, 2002-2004
- 2004 : Qui mange quand? (TV)
- 2005 : Sœur Thérèse.com (série télévisée), 1 épisode
- 2004 : Avocats et Associés (série télévisée), 8 épisodes, 2004-2005
- 2006 : Le Temps de la désobéissance (TV)
- 2006 : Le Procès de Bobigny (TV)
- 2006 : Le Proc (série télévisée), 1 épisode
- 2007 : Les Camarades (feuilleton TV)
- 2005 : Amélie (TV)
- 2007 : Mariage à trois (TV)
- 2008 : Marie et Madeleine
- 2008 : Terre de Lumière (série télévisée), 4 épisodes
- 2008 : La Dame de Monsoreau (TV)